# مونشتر (هسن)
مونشتر (به آلمانی: Münster) یک شهر در آلمان است که در دارمشتات-دیبورگ واقع شده‌است. مونشتر ۱۴٬۱۸۲ نفر جمعیت دارد.

## خواهرخوانده
شهرهای ابتنو و Reinsdorf خواهرخوانده‌های مونشتر (هسن) هستند.